# Jean Fuentes
Jean Franco Alexi Fuentes Velasco (Caracas, Venezuela, 7 de febrero de 1997) es un futbolista venezolano que juega como defensa en Carabobo Fútbol Club de la Primera División de Venezuela.

## Estadísticas de carrera

### Club
Actualizado al 11 de enero de 2020.
| Club                 | Temporada     | Liga                        | Liga     | Liga  | Copa     | Copa  | Continental | Continental | Otro     | Otro  | Total    | Total |
| Club                 | Temporada     | División                    | Partidos | Goles | Partidos | Goles | Partidos    | Goles       | Partidos | Goles | Partidos | Goles |
| -------------------- | ------------- | --------------------------- | -------- | ----- | -------- | ----- | ----------- | ----------- | -------- | ----- | -------- | ----- |
| Estudiantes Caracas  | 2016          | Primera división venezolana | 3        | 1     | 0        | 0     | 0           | 0           | 0        | 0     | 3        | 1     |
| Deportivo Anzoátegui | 2016          | Primera división venezolana | 0        | 0     | 0        | 0     | 0           | 0           | 0        | 0     | 0        | 0     |
| Estudiantes Caracas  | 2017          | Primera división venezolana | 0        | 0     | 5        | 2     | 2           | 0           | 0        | 0     | 7        | 2     |
| Estudiantes Caracas  | 2018          | Primera división venezolana | 26       | 2     | 0        | 0     | 0           | 0           | 0        | 0     | 26       | 2     |
| Estudiantes Caracas  | Total         | Total                       | 26       | 2     | 5        | 2     | 2           | 0           | 0        | 0     | 33       | 4     |
| Deportivo La Guaira  | 2019          | Primera división venezolana | 21       | 2     | 1        | 0     | 0           | 0           | 0        | 0     | 22       | 2     |
| Carrera total        | Carrera total | Carrera total               | 50       | 5     | 6        | 2     | 2           | 0           | 0        | 0     | 58       | 7     |

1. 1 2  Apariciones en la Copa Venezuela
2. ↑  Apariciones en la  Copa Sudamericana